# FC Zwolle in het seizoen 2010/11 (mannen)
Het seizoen 2010/2011 was het 100e jaar in het bestaan van de Zwolse voetbalclub FC Zwolle. De club kwam uit in de Nederlandse Eerste divisie en nam deel aan het toernooi om de KNVB beker.

## Wedstrijdstatistieken

### Oefenduels
| Datum + plaats             | Wedstrijd                          | Uitslag       | Scoreverloop |
| -------------------------- | ---------------------------------- | ------------- | --- |
| 8 juli 2010 Ommen          | OZC (ama) – FC Zwolle              | 1 – 5 (0 – 4) | 10' Diego Zilio 0–1, 20' Dennis van der Wal 0–2, 31' Jarno van der Wal 0–3, 38' Yanic Wildschut 0–4, 48' Rick Jan de Groot 1–4, 83' Jesper Drost 1–5 |
| 10 juli 2010 Genemuiden    | SC Genemuiden (ama) – FC Zwolle    | 2 – 4 (2 – 3) | 6' Diego Zilio 0–1, 8' Florencio Cornelia 1–1, 26' Jacco Riemens 2–1, 33' Eric Botteghin 2–2, 40' Bram van Polen 2–3, 58' Eric Botteghin 2–4 |
| 13 juli 2010 Hasselt       | Olympisch elftal Qatar – FC Zwolle | 3 – 1 (1 – 1) | 34' Mohamed Salam Enil 1–0, 40' Erik Bakker 1–1, 84' Khaled Mouftah 2–1, 88' Mohamed Hares 3–1 |
| 17 juli 2010 Nieuwleusen   | sc Heerenveen – FC Zwolle          | 2 – 0 (0 – 0) | 52' Roy Beerens 1–0, 81' Roy Beerens 2–0 |
| 19 juli 2010 Garderen      | FC Zwolle – Gaziantepspor          | 1 – 1 (0 – 0) | 47' Arne Slot 1–0, 60' Ahmet Arı 1–1 |
| 20 juli 2010 Mariënberg    | Heracles Almelo – FC Zwolle        | –             | Afgelast in verband met veiligheidsoverwegingen, de wedstrijd tegen Gaziantepspor is hier voor in de plaats |
| 22 juli 2010 Zwolle        | FC Zwolle - RCD Mallorca           | 1 – 1 (0 – 0) | 52' Bram van Polen 1–0, 80' Pierre Webó 1–1 |
| 24 juli 2010 Hasselt       | VV Olympia '28 (ama) – FC Zwolle   | 0 – 8 (0 – 5) | 12' Danny Schreurs 0–1, 37' Arne Slot 0–2, 38' Arne Slot 0–3, 43' Arne Slot 0–4, 45' Danny Schreurs 0–5, 59' Joey van den Berg 0–6, 55' Frank Olijve 0–7, 57' Joey van den Berg 0–8                                                                                        |
| 29 juli 2010 Hasselt       | FC Emmen – FC Zwolle               | –             | Afgelast in verband met ontmoeting eerste speeldag competitie. |
| 29 juli 2010 Wezep         | FC Zwolle - Ankaragücü             | 1 – 0 (1 – 0) | 7' Sjoerd Ars 1–0 |
| 31 juli 2010 Zwolle        | WVF (ama) – FC Zwolle              | 0 – 9 (0 – 2) | 14' Jesper Drost 0–1, 19' Erik Bakker 0–2, 67' Danny Schreurs 0–3, 70' Bram van Polen 0–4, 81' Sjoerd Ars 0–5, 84' Sjoerd Ars 0–6, 86' Sjoerd Ars 0–7, 89' Ebens (e.d.) 0–8, 90' Sjoerd Ars 0–9                                                                            |
| 3 augustus 2010 Spakenburg | IJsselmeervogels (ama) – FC Zwolle | 2 – 5 (0 – 1) | 44' Danny Schreurs 0–1, 53' Sjoerd Ars 0–2, 55' Nick Kuipers 1–2, 60' Sjoerd Ars 1–3, 79' Pepijn Kluin 1–4, 83' Geoffrey Verweij 2–4, 88' Bram van Polen 2–5 |
| 5 augustus 2010 Garderen   | Regioteam Garderen – FC Zwolle     | 2 – 9 (2 – 6) | 4' Robert Woudenberg 1–0, 6' Erik Bakker 1–1, 9' Pepijn Kluin 1–2, 12' Pepijn Kluin 1–3, 19' Gillian Justiana 1–4, 25' Dominggus Lim-Duan 1–5, 34' Robert Woudenberg 2–5, 38' Martín Guarino 2–6, 75' Jesper Drost 2–7, 79' Dominggus Lim-Duan 2–8, 85' Bram van Polen 2–9 |
| 7 augustus 2010 Zwolle     | FC Zwolle – Be Quick '28 (ama)     | 1 – 0 (? – 0) | Danny Schreurs 1–0 Wedstrijd werd gespeeld op de Open Dag. |
| 7 augustus 2010 Zwolle     | FC Zwolle – MVV Alcides (ama)      | 3 – 0 (? – 0) | Arne Slot 1–0, Sjoerd Ars 2–0, Sjoerd Ars 3–0 Wedstrijd werd gespeeld op de Open Dag. |
| 10 augustus 2010 Groningen | Jong FC Groningen – FC Zwolle      | 3 – 1 (2 – 0) | –' Norair Mamedov 1–0, –' Norair Mamedov 2–0, –' Norair Mamedov 3–0, –' Yanic Wildschut 3–1 |
|                            |                                    |               | |
| 4 januari 2011 Vilamoura   | FC Zwolle – RKVV Westlandia (ama)  | 2 – 0 (0 – 0) | Erik Bakker 1–0, Danny Schreurs 2–0 |
| 6 januari 2011 Parchal     | FC Zwolle – Hertha BSC             | 0 – 2 (0 – 1) | 40' Diederik Boer (e.d.) 0–1, 90' Ronny 0–2 |

### Eerste divisie
| 1e speelronde | FC Emmen                                                                | 0 – 3 (0 – 2) | FC Zwolle                                                                                    | Opstelling FC Zwolle: |  |
| 13 augustus 2010 Plaats: Emmen Univé Stadion Toeschouwers: 3.100 Scheidsrechter: Serdar Gözübüyük                                                       |                                                                         |               | 1' Sjoerd Ars 33' Danny Schreurs 86' (pen) Sjoerd Ars                                        | Boer, Bakkati, Botteghin, Van der Haar , Tissingh, Slot, van Polen (71' Bakker), Reijnen, Ars (89' Kluin), Schreurs (84' Olijve), van den Berg Botteghin, Ars, van den Berg           |  |
| 2e speelronde | FC Zwolle                                                               | 0 – 0         | MVV Maastricht                                                                               | Opstelling FC Zwolle: |  |
| 23 augustus 2010 Plaats: Zwolle FC Zwolle Stadion Toeschouwers: 4.754 Scheidsrechter: Michel Winter                                                     |                                                                         |               |                                                                                              | Boer, Bakkati, Botteghin, Van der Haar , Tissingh, Slot, van Polen (46' Wildschut), Reijnen, Ars, Schreurs (63' Bakker), van den Berg Tissingh                                        |  |
| 3e speelronde | FC Zwolle                                                               | 2 – 0 (1 – 0) | BV Veendam                                                                                   | Opstelling FC Zwolle: |  |
| 27 augustus 2010 Plaats: Zwolle FC Zwolle Stadion Toeschouwers: 6.080 Scheidsrechter: Edwin van de Graaf                                                | Albert van der Haar 45' Bram van Polen 61'                              |               |                                                                                              | Boer, Bakkati, Botteghin, Van der Haar , Tissingh, Slot, van Polen (90' Pot), Reijnen, Ars (87' Kluin), Bakker, van den Berg (84' Wildschut)                                          |  |
| 4e speelronde | FC Dordrecht                                                            | 1 – 2 (1 – 1) | FC Zwolle                                                                                    | Opstelling FC Zwolle: |  |
| 3 september 2010 Plaats: Dordrecht GN Bouw Stadion Toeschouwers: 1.750 Scheidsrechter: Lorenzo Cairo                                                    | Cecilio Lopes 5'                                                        |               | 43' Arne Slot 77' Sjoerd Ars                                                                 | Boer, Bakkati, Botteghin, Reijnen, Tissingh, Van der Haar , Slot, van Polen (76' Wildschut), Ars, van den Berg (76' Bakker), Schreurs (46' Olijve) van der Haar, Botteghin            |  |
| 5e speelronde | RBC Roosendaal                                                          | 0 – 1 (0 – 0) | FC Zwolle                                                                                    | Opstelling FC Zwolle: |  |
| 10 september 2010 Plaats: Roosendaal MariFlex Stadion Toeschouwers: 1.600 Scheidsrechter: Rutger Bekebrede                                              |                                                                         |               | 90' Sjoerd Ars                                                                               | Boer, Bakkati, Botteghin, Reijnen, Tissingh, Van der Haar , Slot, van Polen (75' Bakker), Ars, van den Berg (80' Olijve), Schreurs (88' Wildschut) van den Berg, Schreurs             |  |
| 6e speelronde | FC Zwolle                                                               | 3 – 0 (1 – 0) | Telstar                                                                                      | Opstelling FC Zwolle: |  |
| 17 september 2010 Plaats: Zwolle FC Zwolle Stadion Toeschouwers: 5.857 Scheidsrechter: Bart van der Scheer                                              | Sjoerd Ars 31' Danny Schreurs 47' Sjoerd Ars 73'                        |               |                                                                                              | Boer, Bakkati, Botteghin, Reijnen, Tissingh, Slot, Schreurs (67' Olijve), Van der Haar (75' Wildschut), van Polen, Ars, van den Berg                                                  |  |
| 7e speelronde | Helmond Sport                                                           | 2 – 2 (0 – 1) | FC Zwolle                                                                                    | Opstelling FC Zwolle: |  |
| 27 september 2010 Plaats: Helmond Stadion De Braak Toeschouwers: 3.116 Scheidsrechter: Jeroen Sanders                                                   | Robbie Haemhouts 52' Bruno Andrade (pen) 83'                            |               | 24' (pen) Sjoerd Ars 57' Joey van den Berg                                                   | Boer, Bakkati, Botteghin (77' Wildschut), Reijnen, Tissingh, Slot, Schreurs (86' Justiana), Van der Haar , van Polen (46' Olijve), Ars, van den Berg , Bakkati, Boer 82' Saïd Bakkati |  |
| 8e speelronde | RKC Waalwijk                                                            | 3 – 1 (0 – 1) | FC Zwolle                                                                                    | Opstelling FC Zwolle: |  |
| 1 oktober 2010 Plaats: Waalwijk Mandemakers Stadion Toeschouwers: 4.339 Scheidsrechter: Pieter Vink                                                     | Donny de Groot 56' Hans Mulder 65' Donny de Groot 72'                   |               | 40' Danny Schreurs                                                                           | Boer, Bakkati, Van der Haar , Reijnen, Tissingh, Slot, Schreurs (78' van Polen), Olijve, Ars, van den Berg, Wildschut (78' Kluin) van den Berg                                        |  |
| 9e speelronde | FC Zwolle                                                               | 3 – 1 (1 – 1) | Sparta Rotterdam                                                                             | Opstelling FC Zwolle: |  |
| 15 oktober 2010 Plaats: Zwolle FC Zwolle Stadion Toeschouwers: 8.017 Scheidsrechter: Bas Nijhuis                                                        | Albert van der Haar 39' Sjoerd Ars (pen) 61' Bram van Polen 82'         |               | 24' Johan Voskamp                                                                            | Boer, Bakkati, Botteghin, Reijnen, Justiana, van der Haar (90' Olijve), Slot, van Polen (90' Bakker), Schreurs, Ars (79' Wildschut), van den Berg , van Polen                         |  |
| 10e speelronde | AGOVV Apeldoorn                                                         | 1 – 5 (0 – 2) | FC Zwolle                                                                                    | Opstelling FC Zwolle: |  |
| 22 oktober 2010 Plaats: Apeldoorn Sportpark Berg & Bos Toeschouwers: 2.509 Scheidsrechter: Michel Winter                                                | Paul Mulders 53'                                                        |               | 2' (pen) Sjoerd Ars 35' Sjoerd Ars 75' Sjoerd Ars 77' Danny Schreurs 87' Albert van der Haar | Boer, Bakkati, van der Haar , Reijnen, Justiana, Olijve, Slot (80' Bakker), van Polen (67' Wildschut), Schreurs, Ars, van den Berg van Polen                                          |  |
| 11e speelronde | FC Zwolle                                                               | 4 – 0 (1 – 0) | Almere City FC                                                                               | Opstelling FC Zwolle: |  |
| 29 oktober 2010 Plaats: Zwolle FC Zwolle Stadion Toeschouwers: 6.073 Scheidsrechter: Allard Lindhout                                                    | Arne Slot 23' Danny Schreurs 57' Sjoerd Ars 69' Yanic Wildschut 79'     |               |                                                                                              | Boer, Bakkati, van der Haar (82' Pot), Reijnen, Justiana, Olijve, Slot, van Polen (68' Wildschut), Schreurs, Ars (82' Kluin), van den Berg van Polen, van der Haar, Reijnen           |  |
| 12e speelronde | FC Eindhoven                                                            | 1 – 2 (0 – 2) | FC Zwolle                                                                                    | Opstelling FC Zwolle: |  |
| 5 november 2010 Plaats: Eindhoven Jan Louwers Stadion Toeschouwers: 2.380 Scheidsrechter: Ben Haverkort                                                 | Jelle van Kruijssen 84'                                                 |               | 19' Sjoerd Ars 45' Joey van den Berg                                                         | Boer, Bakkati, van der Haar , Reijnen, Justiana, Olijve (71' Botteghin), Slot, van Polen (90'+2 Bakker), Schreurs (40' Wildschut), Ars, van den Berg Slot                             |  |
| 13e speelronde | FC Zwolle                                                               | 4 – 1 (2 – 1) | Fortuna Sittard                                                                              | Opstelling FC Zwolle: |  |
| 12 november 2010 Plaats: Zwolle FC Zwolle Stadion Toeschouwers: 5.870 Scheidsrechter: Maarten Ketting                                                   | Arne Slot 1' Danny Schreurs 45' Sjoerd Ars 71' Sjoerd Ars 79'           |               | 30' Žarko Grabovac                                                                           | Boer, Bakkati, Botteghin, Reijnen, Justiana, van der Haar (78' Olijve), Slot (81' Bakker), van Polen (66' Wildschut), Schreurs, Ars, van den Berg                                     |  |
| 14e speelronde | Go Ahead Eagles                                                         | 1 – 3 (0 – 0) | FC Zwolle                                                                                    | Opstelling FC Zwolle: |  |
| 21 november 2010 Plaats: Deventer De Adelaarshorst Toeschouwers: 6.139 Scheidsrechter: Tom van Sichem                                                   | Koen van der Biezen 81'                                                 | IJsselderby   | 48' Arne Slot 52' Sjoerd Ars 61' Sjoerd Ars                                                  | Boer, Bakkati, Botteghin, Reijnen, Justiana, van der Haar , Slot, van Polen (90'+2 Bakker), Schreurs (81' Wildschut), van den Berg (87' Olijve), Ars Slot, Bakkati, Ars               |  |
| 15e speelronde | FC Zwolle                                                               | 4 – 1 (2 – 0) | FC Volendam                                                                                  | Opstelling FC Zwolle: |  |
| 26 november 2010 Plaats: Zwolle FC Zwolle Stadion Toeschouwers: 10.000 Scheidsrechter: Richard Liesveld                                                 | Sjoerd Ars 33' Danny Schreurs 38' Danny Schreurs 62' Danny Schreurs 66' |               | 55' Melvin Platje                                                                            | Boer, Bakkati, Botteghin, Reijnen, Justiana, van der Haar , Slot, van Polen (58' Wildschut), Schreurs (86' Bakker), van den Berg (52' Olijve), Ars Reijnen                            |  |
| 16e speelronde | FC Zwolle                                                               | 2 – 0 (2 – 0) | SC Cambuur                                                                                   | Opstelling FC Zwolle: |  |
| 12 december 2010 Plaats: Zwolle FC Zwolle Stadion Toeschouwers: 6.877 Scheidsrechter: Reinold Wiedemeijer                                               | Danny Schreurs 8' Danny Schreurs 39'                                    |               |                                                                                              | Boer, Bakkati, Botteghin, Reijnen, Justiana, van der Haar , Slot, van Polen (84' Bakker), Schreurs (57' Wildschut), van den Berg, Ars (90' Kluin) Justiana                            |  |
| 17e speelronde | MVV Maastricht                                                          | 0 – 2 (0 – 1) | FC Zwolle                                                                                    | Opstelling FC Zwolle: |  |
| 17 december 2010 Plaats: Maastricht Geusselt Toeschouwers: 3.942 Scheidsrechter: Jochem Kamphuis                                                        |                                                                         |               | 14' Joey van den Berg 62' Eric Botteghin                                                     | Boer, Bakkati (36' Pot), Botteghin, Reijnen, Justiana, van Polen (59' Wildschut), Slot (81' Bakker), van der Haar , van den Berg, Ars, Schreurs                                       |  |
| 18e speelronde | FC Zwolle                                                               | 3 – 4 (3 – 3) | FC Emmen                                                                                     | Opstelling FC Zwolle: |  |
| 14 januari 2011 Plaats: Zwolle FC Zwolle Stadion Toeschouwers: 8.670 Scheidsrechter: Jeroen Sanders                                                     | Danny Schreurs 10' Pepijn Kluin 13' Bram van Polen 26'                  |               | 19' Tjaronn Chery 38' Guus de Vries 44' Eldridge Rojer 90' Hans Denissen                     | Boer, Bakkati, Botteghin, Reijnen, Justiana, van Polen, Slot, van der Haar (59' Wildschut), van den Berg, Kluin (76' Bakker), Schreurs Slot van den Berg                              |  |
| 19e speelronde | FC Den Bosch                                                            | 1 – 1 (0 – 0) | FC Zwolle                                                                                    | Opstelling FC Zwolle: |  |
| 17 januari 2011 Plaats: 's-Hertogenbosch Stadion De Vliert Toeschouwers: 4.199 Scheidsrechter: Tom van Sichem * Wedstrijd stond gepland voor 3 december | Wilmer Kousemaker 59'                                                   |               | 75' Sjoerd Ars                                                                               | Boer, Bakkati, Botteghin, Reijnen, Justiana, van Polen, Slot, van der Haar (83' Pot), Bakker (67' Wildschut), Kluin (46' Ars), Schreurs Bakkati, Pot                                  |  |
| 20e speelronde | FC Zwolle                                                               | 4 – 0 (3 – 0) | AGOVV Apeldoorn                                                                              | Opstelling FC Zwolle: |  |
| 21 januari 2011 Plaats: Zwolle FC Zwolle Stadion Toeschouwers: 6.740 Scheidsrechter: Maarten Ketting                                                    | Danny Schreurs 3' Sjoerd Ars 10' Joey van den Berg 30' Arne Slot 58'    |               |                                                                                              | Boer, Bakkati (63' Pot), Botteghin, Reijnen, Justiana, van Polen, Slot, van der Haar (46' Wildschut), Van den Berg, Ars, Schreurs (78' Drost)                                         |  |
| 21e speelronde | BV Veendam                                                              | 1 – 0 (1 – 0) | FC Zwolle                                                                                    | Opstelling FC Zwolle: |  |
| 28 januari 2011 Plaats: Veendam De Langeleegte Toeschouwers: 3.465 Scheidsrechter: Michel Winter                                                        | Michael de Leeuw 28'                                                    |               |                                                                                              | Boer, Pot, Botteghin , Reijnen, Justiana, van Polen (75' Kluin), Van den Berg, Slot, Wildschut, Ars, Schreurs (59' Bakker) van Polen, Van den Berg, Schreurs                          |  |
| 22e speelronde | Fortuna Sittard                                                         | 0 – 0         | FC Zwolle                                                                                    | Opstelling FC Zwolle: |  |
| 4 februari 2011 Plaats: Sittard Fortuna Stadion Toeschouwers: 2.511 Scheidsrechter: Rutger Bekebrede                                                    |                                                                         |               |                                                                                              | Boer, Jansen, Botteghin , Drost, Justiana (75' Tissingh), van Polen (70' Wildschut), Pot, Slot, Maachi (46' Kluin), Ars, Schreurs Boer, Jansen, Drost, Justiana                       |  |
| 23e speelronde | FC Zwolle                                                               | 3 – 1 (2 – 0) | Go Ahead Eagles                                                                              | Opstelling FC Zwolle: |  |
| 13 februari 2011 Plaats: Zwolle FC Zwolle Stadion Toeschouwers: 9.170 Scheidsrechter: Pol van Boekel                                                    | Sjoerd Ars (pen) 26' Sjoerd Ars 33' Sjoerd Ars (pen) 88'                | IJsselderby   | 82' Joep van den Ouweland                                                                    | Boer, Bakkati (15' Pot), Botteghin , Drost, Justiana, van Polen, Van den Berg, Slot, Wildschut (84' Olijve), Ars, Maachi (63' Schreurs) Justiana                                      |  |
| 24e speelronde | FC Volendam                                                             | 0 – 2 (0 – 0) | FC Zwolle                                                                                    | Opstelling FC Zwolle: |  |
| 18 februari 2011 Plaats: Volendam Kras Stadion Toeschouwers: 4.222 Scheidsrechter: Jack van Hulten                                                      |                                                                         |               | 53' Joey van den Berg 87' Danny Schreurs                                                     | Boer, Pot, Botteghin, Drost, Justiana, van Polen (67' Olijve), Slot, Van der Haar , Van den Berg (75' Wildschut), Ars, Schreurs (88' Maachi)                                          |  |
| 25e speelronde | FC Zwolle                                                               | 4 – 0 (2 – 0) | FC Eindhoven                                                                                 | Opstelling FC Zwolle: |  |
| 25 februari 2011 Plaats: Zwolle FC Zwolle Stadion Toeschouwers: 8.450 Scheidsrechter: Edwin van de Graaf                                                | Danny Schreurs 2' Eric Botteghin 29' Arne Slot 62' Sjoerd Ars 76'       |               |                                                                                              | Boer, Pot, Botteghin, Drost, Justiana, Slot (84' Kluin), van Polen, Van der Haar , Schreurs (73' Wildschut), Ars, Van den Berg (77' Olijve)                                           |  |
| 26e speelronde | Almere City FC                                                          | 0 – 3 (0 – 2) | FC Zwolle                                                                                    | Opstelling FC Zwolle: |  |
| 4 maart 2011 Plaats: Almere Mitsubishi Forklift-Stadion Toeschouwers: 1.873 Scheidsrechter: Ben Haverkort                                               |                                                                         |               | 1' Arne Slot 34' Albert van der Haar 88' Sjoerd Ars                                          | Boer, Pot, Botteghin, Drost, Justiana, van Polen, Slot, Van der Haar , Van den Berg (74' Bakker), Ars, Schreurs (78' Wildschut) Van den Berg                                          |  |
| 27e speelronde | FC Zwolle                                                               | 0 – 0         | FC Dordrecht                                                                                 | Opstelling FC Zwolle: |  |
| 11 maart 2011 Plaats: Zwolle FC Zwolle Stadion Toeschouwers: 8.640 Scheidsrechter: Pieter Vink                                                          |                                                                         |               |                                                                                              | Boer, Pot, Botteghin, Drost, Justiana, van Polen, Slot, Van der Haar (76' Maachi), Van den Berg, Ars, Schreurs (62' Wildschut)                                                        |  |
| 28e speelronde | FC Zwolle                                                               | 0 – 0         | RBC Roosendaal                                                                               | Opstelling FC Zwolle: |  |
| 18 maart 2011 Plaats: Zwolle FC Zwolle Stadion Toeschouwers: 9.112 Scheidsrechter: Dennis Higler                                                        |                                                                         |               |                                                                                              | Boer, Pot (68' Bakker), Botteghin, Drost, Justiana, van Polen, Slot, Van der Haar , Van den Berg, Ars, Schreurs (68' Wildschut)                                                       |  |
| 29e speelronde | Telstar                                                                 | 0 – 0         | FC Zwolle                                                                                    | Opstelling FC Zwolle: |  |
| 1 april 2011 Plaats: Velsen-Zuid TATA Steel Stadion Toeschouwers: 2.463 Scheidsrechter: Jan Wegereef                                                    |                                                                         |               |                                                                                              | Boer, Pot, Botteghin, Drost, Van der Haar , van Polen (65' Maachi), Slot, Van den Berg (45' Olijve), Schreurs, Ars, Wildschut (71' Bakker) Botteghin, Ars                             |  |
| 30e speelronde | FC Zwolle                                                               | 1 – 1 (1 – 0) | Helmond Sport                                                                                | Opstelling FC Zwolle: |  |
| 8 april 2011 Plaats: Zwolle FC Zwolle Stadion Toeschouwers: 9.100 Scheidsrechter: Jeroen Sanders                                                        | Sjoerd Ars 9'                                                           |               | 48' Mark Veldmate                                                                            | Boer, Bakkati, Botteghin, Drost, Justiana, Olijve, Slot, Van der Haar , Schreurs (51' Van Polen), Ars, Maachi (29' Bakker (83' Wildschut)) Slot Botteghin                             |  |
| 31e speelronde | Sparta Rotterdam                                                        | 1 – 2 (0 – 1) | FC Zwolle                                                                                    | Opstelling FC Zwolle: |  |
| 18 april 2011 Plaats: Rotterdam Het Kasteel Toeschouwers: 7.610 Scheidsrechter: Danny Makkelie                                                          | Lerin Duarte 49'                                                        |               | 9' Danny Schreurs 82' Yanic Wildschut                                                        | Boer, Bakkati, Drost, Olijve, Justiana, Slot, Van Polen, Van der Haar , Schreurs (84' Pot), Ars (74' Wildschut), Bakker (38' Ter Wielen) Olijve, Ars Boer                             |  |
| 32e speelronde | FC Zwolle                                                               | 0 – 3 (0 – 1) | RKC Waalwijk                                                                                 | Opstelling FC Zwolle: |  |
| 22 april 2011 Plaats: Zwolle FC Zwolle Stadion Toeschouwers: 10.000 Scheidsrechter: Kevin Blom                                                          |                                                                         |               | 8' (pen) Fred Benson 65' Derk Boerrigter 80' (pen) Donny de Groot                            | Ter Wielen, Bakkati, Drost, Olijve, Justiana (46' Pot), Slot, Van Polen, Van der Haar , Schreurs, Ars (72' Maachi), Bakker (46' Wildschut) Ter Wielen, Bakkati Drost                  |  |
| 33e speelronde | FC Zwolle                                                               | 0 – 0         | FC Den Bosch                                                                                 | Opstelling FC Zwolle: |  |
| 29 april 2011 Plaats: Zwolle FC Zwolle Stadion Toeschouwers: 9.703 Scheidsrechter: Bas Nijhuis                                                          |                                                                         |               |                                                                                              | Boer, Pot (90' Guarino), Olijve, Van der Haar , Bakkati, Van Polen, Slot, Bakker (79' Justiana), Schreurs (57' Maachi), Ars, Wildschut Olijve                                         |  |
| 34e speelronde | SC Cambuur                                                              | 3 – 3 (1 – 1) | FC Zwolle                                                                                    | Opstelling FC Zwolle: |  |
| 6 mei 2011 Plaats: Leeuwarden Cambuurstadion Toeschouwers: 7.947 Scheidsrechter: Richard Liesveld                                                       | Reza Ghoochannejhad 27' Mark de Vries 79' Mark de Vries 90'             |               | 21' Sjoerd Ars 64' Sjoerd Ars 90' Yanic Wildschut                                            | Ter Wielen, Pot, Botteghin (78' Justiana), Drost, Bakkati, Olijve, Slot, Van der Haar (62' Wildschut), Van Polen (62' Schreurs), Ars, Maachi Pot                                      |  |

### Playoffs promotie/degradatie
| 2e ronde                                                                                              | SC Cambuur | 2 – 1 (0 – 0)        | FC Zwolle | Opstelling FC Zwolle: |
| 19 mei 2011 Plaats: Leeuwarden Cambuurstadion Toeschouwers: 8.330 Scheidsrechter: Jack van Hulten     | Mark de Vries 60' Mark de Vries 89' |                      | 52' Danny Schreurs | Ter Wielen, Pot, Botteghin, Drost, Bakkati, Olijve, Van der Haar , Ars (75' Wildschut), Van Polen (75' Bakker), Maachi, Van den Berg (46' Schreurs) Bakkati, Van den Berg |
| | FC Zwolle | 2 – 1 (0 – 1) w.n.v. | SC Cambuur | Opstelling FC Zwolle: |
| 22 mei 2011 Plaats: Zwolle FC Zwolle Stadion Toeschouwers: 7.340 Scheidsrechter: Björn Kuipers        | Albert van der Haar 67' Yanic Wildschut 90' Joran Pot Sjoerd Ars Nassir Maachi Arne Slot Diederik Boer Bram van Polen Albert van der Haar Jeroen Drost | Strafschoppen:       | 13' Mark de Vries Danny Guijt Gijs Luirink Reza Ghoochannejhad Léon Hese Oguzhan Türk Paul Beekmans Mark de Vries Dennis van der Wal | Boer, Pot, Botteghin, Van der Haar , Bakkati, Van Polen, Olijve (57' Wildschut), Slot, Van den Berg (77' Drost), Ars, Schreurs (55' Maachi) Van Polen                     |
| 3e ronde                                                                                              | FC Zwolle | 1 – 2 (0 – 0)        | VVV-Venlo | Opstelling FC Zwolle: |
| 26 mei 2011 Plaats: Zwolle FC Zwolle Stadion Toeschouwers: 8.305 Scheidsrechter: Reinold Wiedemeijer  | Arne Slot (pen) 88' |                      | 70' Michael Uchebo 79' Michael Uchebo                                                                                                | Boer, Pot, Botteghin, Van der Haar , Bakkati, Van Polen (72' Maachi), Olijve, Schreurs, Slot, Van den Berg, Ars (66' Wildschut)                                           |
| | VVV-Venlo | 2 – 2 (1 – 1)        | FC Zwolle | Opstelling FC Zwolle: |
| 29 mei 2011 Plaats: Venlo Seacon Stadion - De Koel Toeschouwers: 7.800 Scheidsrechter: Erik Braamhaar | Balázs Tóth (pen) 45' Ahmed Musa 87' |                      | 25' (pen) Sjoerd Ars 59' Nassir Maachi                                                                                               | Boer, Pot, Botteghin, Van der Haar , Bakkati (88' Schreurs), Van Polen, Slot, Van den Berg (81' Olijve), Maachi, Ars, Wildschut Boer, Olijve                              |

### KNVB beker
| 3e ronde                                                                                                | FC Zwolle                                                                                   | 2 – 2 (1 – 0, 2 – 2) w.n.s. | Willem II | Opstelling FC Zwolle: |
| 21 september 2010 Plaats: Zwolle FC Zwolle Stadion Toeschouwers: 6.250 Scheidsrechter: Serdar Gözübüyük | Arne Slot 24' Sjoerd Ars 63' Sjoerd Ars Arne Slot Frank Olijve Eric Botteghin Diederik Boer | Strafschoppen:              | 61' Maceo Rigters 83' Maceo Rigters Andreas Lasnik Lars Hutten Veli Lampi Maceo Rigters Jan-Arie van der Heijden | Boer, Bakkati, Botteghin, Reijnen, Tissingh, Van der Haar (102' Wildschut), Slot, van Polen (62' Olijve), van den Berg, Schreurs (80' Bakker), Ars  |
| 4e ronde                                                                                                | FC Zwolle                                                                                   | 1 – 1 (0 – 0, 1 – 1) v.n.s. | FC Twente | Opstelling FC Zwolle: |
| 9 november 2010 Plaats: Zwolle FC Zwolle Stadion Toeschouwers: 10.500 Scheidsrechter: Ed Janssen        | Yanic Wildschut 87' Sjoerd Ars Arne Slot Frank Olijve Joey van den Berg                     | Strafschoppen               | 81' Nacer Chadli Bryan Ruiz Denny Landzaat Dario Vujičević Nacer Chadli Douglas Franco Teixeira                  | Boer, Bakkati, Botteghin, Reijnen, Justiana, Van der Haar (116' Bakker), Slot, van Polen (106' Olijve), van den Berg, Schreurs (67' Wildschut), Ars |

## Selectie en technische staf

### Selectie 2010/11
| Nr.           |                     | Naam                | Competitie | Competitie | Beker      | Beker      | Play-offs  | Play-offs  | Totaal     | Totaal     | Contract   | Seizoen    | Vorige club        | Debuut           |
| Nr.           | W                   | Naam                |            | W          |            | W          |            | W          |            |            | Contract   | Seizoen    | Vorige club        | Debuut           |
| Doelmannen    | Doelmannen          | Doelmannen          | Doelmannen | Doelmannen | Doelmannen | Doelmannen | Doelmannen | Doelmannen | Doelmannen | Doelmannen | Doelmannen | Doelmannen | Doelmannen         | Doelmannen       |
| ------------- | ------------------- | ------------------- | ---------- | ---------- | ---------- | ---------- | ---------- | ---------- | ---------- | ---------- | ---------- | ---------- | ------------------ | ---------------- |
| -             | Vlag van Nederland  | Diederik Boer       | 32         | 0          | 2          | 0          | 3          | 0          | 37         | 0          | 2014       | 10e        | Jeugd              | 8 maart 2003     |
| -             | Vlag van Nederland  | Leon ter Wielen     | 3          | 0          | 0          | 0          | 1          | 0          | 4          | 0          | 2012       | 1e         | BV Veendam         | 18 april 2011    |
| -             | Vlag van Nederland  | Rick Oosterwechel   | 0          | 0          | 0          | 0          | 0          | 0          | 0          | 0          | —          | 1e         | Jeugd              | —                |
| Verdedigers   |                     |                     |            |            |            |            |            |            |            |            |            |            |                    |                  |
| -             | Vlag van Nederland  | Said Bakkati        | 26         | 0          | 2          | 0          | 4          | 0          | 32         | 0          | 2012       | 2e         | Go Ahead Eagles    | 8 augustus 2009  |
| -             | Vlag van Brazilië   | Eric Botteghin      | 28         | 2          | 2          | 0          | 4          | 0          | 34         | 2          | 2011       | 5e         | SC Internacional   | 26 januari 2007  |
| -             | Vlag van Nederland  | Jeroen Drost        | 12         | 0          | 0          | 0          | 2          | 0          | 14         | 0          | Huur       | 1e         | Vitesse            | 4 februari 2011  |
| -             | Vlag van Argentinië | Martín Guarino      | 1          | 0          | 0          | 0          | 0          | 0          | 1          | 0          | 2011       | 2e         | Boca Juniors       | 8 augustus 2009  |
| -             | Vlag van Nederland  | Albert van der Haar | 31         | 4          | 2          | 0          | 4          | 1          | 37         | 5          | 2011       | 15e        | Willem II          | 27 augustus 1994 |
| -             | Vlag van Nederland  | Rudy Jansen         | 1          | 0          | 0          | 0          | 0          | 0          | 1          | 0          | 2011       | 1e         | SC Cambuur         | 4 februari 2011  |
| -             | Vlag van Nederland  | Gieljan Tissingh    | 9          | 0          | 1          | 0          | 0          | 0          | 10         | 0          | 2012       | 2e         | Jeugd              | 9 april 2010     |
| Middenvelders |                     |                     |            |            |            |            |            |            |            |            |            |            |                    |                  |
| -             | Vlag van Nederland  | Erik Bakker         | 23         | 0          | 2          | 0          | 1          | 0          | 26         | 0          | 2012       | 4e         | Jeugd              | 10 augustus 2007 |
| -             | Vlag van Nederland  | Joey van den Berg   | 27         | 5          | 2          | 0          | 4          | 0          | 33         | 5          | 2013       | 1e         | MVV Alcides (ama)  | 13 augustus 2010 |
| -             | Vlag van Nederland  | Wahe Davtyan        | 0          | 0          | 0          | 0          | 0          | 0          | 0          | 0          | —          | 1e         | Jeugd              | —                |
| -             | Vlag van Nederland  | Gillian Justiana    | 26         | 0          | 1          | 0          | 0          | 0          | 27         | 0          | 2012       | 2e         | Be Quick '28 (ama) | 8 augustus 2009  |
| -             | Vlag van Nederland  | Dominggus Lim-Duan  | 0          | 0          | 0          | 0          | 0          | 0          | 0          | 0          | Amateur    | 9e         | FC Eindhoven       | 21 augustus 2000 |
| -             | Vlag van Nederland  | Frank Olijve        | 23         | 0          | 2          | 0          | 4          | 0          | 29         | 0          | 2012       | 1e         | FC Groningen       | 13 augustus 2010 |
| -             | Vlag van Nederland  | Joran Pot           | 17         | 0          | 0          | 0          | 4          | 0          | 21         | 0          | Amateur    | 1e         | RBC Roosendaal     | 27 augustus 2010 |
| -             | Vlag van Nederland  | Arne Slot           | 34         | 7          | 2          | 1          | 3          | 1          | 39         | 9          | 2012       | 9e         | Sparta Rotterdam   | 14 oktober 1995  |
| Aanvallers    |                     |                     |            |            |            |            |            |            |            |            |            |            |                    |                  |
| -             | Vlag van Nederland  | Sjoerd Ars          | 33         | 28         | 2          | 1          | 4          | 1          | 39         | 30         | 2012       | 1e         | RBC Roosendaal     | 13 augustus 2010 |
| -             | Vlag van Nederland  | Jesper Drost        | 1          | 0          | 0          | 0          | 0          | 0          | 1          | 0          | 2012       | 1e         | Jeugd              | 21 januari 2011  |
| -             | Vlag van Nederland  | Pepijn Kluin        | 10         | 1          | 0          | 0          | 0          | 0          | 10         | 1          | 2012       | 1e         | FC Groningen       | 13 augustus 2010 |
| -             | Vlag van Nederland  | Nassir Maachi       | 9          | 0          | 0          | 0          | 4          | 1          | 13         | 1          | Huur       | 1e         | SC Cambuur         | 4 februari 2011  |
| -             | Vlag van Nederland  | Bram van Polen      | 34         | 3          | 2          | 0          | 4          | 0          | 40         | 3          | 2012       | 4e         | Vitesse            | 12 oktober 2007  |
| -             | Vlag van Nederland  | Danny Schreurs      | 33         | 16         | 2          | 0          | 4          | 1          | 39         | 17         | 2011       | 2e         | Fortuna Sittard    | 21 augustus 2009 |
| -             | Vlag van Nederland  | Jarno van der Wal   | 0          | 0          | 0          | 0          | 0          | 0          | 0          | 0          | —          | 1e         | Jeugd              | —                |
| -             | Vlag van Nederland  | Yanic Wildschut     | 33         | 3          | 2          | 1          | 4          | 1          | 39         | 5          | 2012       | 1e         | Ajax               | 23 augustus 2010 |
| Nr.           |                     | Naam                | W          |            | W          |            | W          |            | W          |            | Contract   | Seizoen    | Vorige club        | Debuut           |
| Nr.           | Competitie          | Competitie          | Beker      | Beker      | Play-offs  | Play-offs  | Totaal     | Totaal     |            |            | Contract   | Seizoen    | Vorige club        | Debuut           |

### Technische staf
Voorlopige technische staf
| Naam               | Functie                     |
| ------------------ | --------------------------- |
| Art Langeler       | Hoofdtrainer                |
| Claus Boekweg      | Assistent-Trainer           |
| Jaap Stam          | Assistent-Trainer/Teamcoach |
| Sierd van der Berg | Keeperstrainer              |
| Erwin Vloedgraven  | Verzorger                   |
| Isaak Teunis       | Teambegeleider              |
| Jacco Teunis       | Teambegeleider              |
| Jerome Mulder      | Facilitair Medewerker       |
| Jenny Admiraal     | Verzorger                   |

## Statistieken FC Zwolle 2010/2011

### Eindstand FC Zwolle in Nederlandse Eerste divisie 2010 / 2011
| Stand | Gespeeld | Gewonnen | Gelijk | Verloren | Punten | Doelpunten voor | Doelpunten tegen | Gele kaarten | Rode kaarten |
| ----- | -------- | -------- | ------ | -------- | ------ | --------------- | ---------------- | ------------ | ------------ |
| 2e    | 34       | 20       | 10     | 4        | 69 *   | 69              | 27               | 45           | 5            |

* FC Zwolle heeft één punt in mindering gekregen van de KNVB

### Topscorers
| #      | Naam                | Goal |
| ------ | ------------------- | ---- |
| 1.     | Sjoerd Ars          | 28   |
| 2.     | Danny Schreurs      | 16   |
| 3.     | Arne Slot           | 7    |
| 4.     | Joey van den Berg   | 5    |
| 5.     | Albert van der Haar | 4    |
| 6.     | Bram van Polen      | 3    |
| 6.     | Yanic Wildschut     | 3    |
| 8.     | Eric Botteghin      | 2    |
| 9.     | Pepijn Kluin        | 1    |
| Totaal | Totaal              | 69   |

| #      | Naam                | Goal |
| ------ | ------------------- | ---- |
| 1.     | Sjoerd Ars          | 1    |
| 1.     | Albert van der Haar | 1    |
| 1.     | Nassir Maachi       | 1    |
| 1.     | Danny Schreurs      | 1    |
| 1.     | Arne Slot           | 1    |
| 1.     | Yanic Wildschut     | 1    |
| Totaal | Totaal              | 6    |

| #      | Naam            | Goal |
| ------ | --------------- | ---- |
| 1.     | Sjoerd Ars      | 1    |
| 1.     | Arne Slot       | 1    |
| 1.     | Yanic Wildschut | 1    |
| Totaal | Totaal          | 3    |

| #      | Naam               | Goal |
| ------ | ------------------ | ---- |
| 1.     | Sjoerd Ars         | 9    |
| 2.     | Danny Schreurs     | 6    |
| 3.     | Bram van Polen     | 5    |
| 3.     | Arne Slot          | 5    |
| 5.     | Erik Bakker        | 4    |
| 6.     | Jesper Drost       | 3    |
| 6.     | Pepijn Kluin       | 3    |
| 8.     | Eric Botteghin     | 2    |
| 8.     | Diego Zilio        | 2    |
| 8.     | Joey van den Berg  | 2    |
| 8.     | Dominggus Lim-Duan | 2    |
| 8.     | Yanic Wildschut    | 2    |
| 13.    | Frank Olijve       | 1    |
| 13.    | Dennis van der Wal | 1    |
| 13.    | Jarno van der Wal  | 1    |
| 13.    | Gillian Justiana   | 1    |
| 13.    | Martín Guarino     | 1    |
| Totaal | Totaal             | 50   |

### Kaarten
| #      | Naam                |    |
| ------ | ------------------- | -- |
| 1.     | Joey van den Berg   | 7  |
| 2.     | Saïd Bakkati        | 4  |
| 2.     | Arne Slot           | 4  |
| 2.     | Sjoerd Ars          | 4  |
| 5.     | Bram van Polen      | 3  |
| 5.     | Gillian Justiana    | 3  |
| 5.     | Eric Botteghin      | 3  |
| 5.     | Frank Olijve        | 3  |
| 9.     | Albert van der Haar | 2  |
| 9.     | Danny Schreurs      | 2  |
| 9.     | Etiënne Reijnen     | 2  |
| 9.     | Diederik Boer       | 2  |
| 13.    | Gieljan Tissingh    | 1  |
| 13.    | Joran Pot           | 1  |
| 13.    | Jeroen Drost        | 1  |
| 13.    | Rudy Jansen         | 1  |
| 13.    | Leon ter Wielen     | 1  |
| Totaal | Totaal              | 44 |

| #      | Naam              |   |
| ------ | ----------------- | - |
| 1.     | Saïd Bakkati      | 1 |
| 1.     | Joey van den Berg | 1 |
| 1.     | Eric Botteghin    | 1 |
| 1.     | Diederik Boer     | 1 |
| 1.     | Jeroen Drost      | 1 |
| Totaal | Totaal            | 5 |

### Punten per speelronde
| Speelronde | 1 | 2 | 3 | 4 | 5 | 6 | 7 | 8 | 9 | 10 | 11 | 12 | 13 | 14 | 15 | 16 | 17 | 18 | 19 | 20 | 21 | 22 | 23 | 24 | 25 | 26 | 27 | 28 | 29 | 30 | 31 | 32 | 33 | 34 | Totaal |
| ---------- | - | - | - | - | - | - | - | - | - | -- | -- | -- | -- | -- | -- | -- | -- | -- | -- | -- | -- | -- | -- | -- | -- | -- | -- | -- | -- | -- | -- | -- | -- | -- | ------ |
| Punten     | 3 | 1 | 3 | 3 | 3 | 3 | 1 | 0 | 3 | 3  | 3  | 3  | 3  | 3  | 3  | 3  | 3  | 0  | 1  | 3  | 0  | 1  | 3  | 3  | 3  | 3  | 1  | 1  | 1  | 1  | 3  | 0  | 1  | 1  | 70     |

### Punten na speelronde
| Speelronde | 1 | 2 | 3 | 4 | 5  | 6  | 7  | 8  | 9  | 10 | 11 | 12 | 13 | 14 | 15 | 16 | 17 | 18 | 19 | 20 | 21 | 22 | 23 | 24 | 25 | 26 | 27 | 28 | 29 | 30 | 31 | 32 | 33 | 34 |
| ---------- | - | - | - | - | -- | -- | -- | -- | -- | -- | -- | -- | -- | -- | -- | -- | -- | -- | -- | -- | -- | -- | -- | -- | -- | -- | -- | -- | -- | -- | -- | -- | -- | -- |
| Punten *   | 2 | 3 | 6 | 9 | 12 | 15 | 16 | 16 | 19 | 22 | 25 | 28 | 31 | 34 | 37 | 40 | 43 | 43 | 44 | 47 | 47 | 48 | 51 | 54 | 57 | 60 | 61 | 62 | 63 | 64 | 67 | 67 | 68 | 69 |

* FC Zwolle heeft één punt in mindering gekregen van de KNVB

### Stand na speelronde
| Speelronde | 1  | 2  | 3  | 4  | 5  | 6  | 7  | 8  | 9  | 10 | 11 | 12 | 13 | 14 | 15 | 16 | 17 | 18 | 19 | 20 | 21 | 22 | 23 | 24 | 25 | 26 | 27 | 28 | 29 | 30 | 31 | 32 | 33 | 34 |
| ---------- | -- | -- | -- | -- | -- | -- | -- | -- | -- | -- | -- | -- | -- | -- | -- | -- | -- | -- | -- | -- | -- | -- | -- | -- | -- | -- | -- | -- | -- | -- | -- | -- | -- | -- |
| Stand      | 4e | 8e | 4e | 2e | 1e | 1e | 1e | 2e | 1e | 1e | 1e | 1e | 1e | 1e | 1e | 1e | 1e | 1e | 1e | 1e | 1e | 1e | 1e | 1e | 1e | 1e | 1e | 1e | 1e | 1e | 1e | 1e | 2e | 2e |

### Doelpunten per speelronde
| Speelronde | 1 | 2 | 3 | 4 | 5 | 6 | 7 | 8 | 9 | 10 | 11 | 12 | 13 | 14 | 15 | 16 | 17 | 18 | 19 | 20 | 21 | 22 | 23 | 24 | 25 | 26 | 27 | 28 | 29 | 30 | 31 | 32 | 33 | 34 | Totaal |
| ---------- | - | - | - | - | - | - | - | - | - | -- | -- | -- | -- | -- | -- | -- | -- | -- | -- | -- | -- | -- | -- | -- | -- | -- | -- | -- | -- | -- | -- | -- | -- | -- | ------ |
| Doelpunten | 3 | 0 | 2 | 2 | 1 | 3 | 2 | 1 | 3 | 5  | 4  | 2  | 4  | 3  | 4  | 2  | 2  | 3  | 1  | 4  | 0  | 0  | 3  | 2  | 4  | 3  | 0  | 0  | 0  | 1  | 2  | 0  | 0  | 3  | 69     |

### Toeschouwersaantal per speelronde
| Speelronde | 1     | 2     | 3     | 4     | 5     | 6     | 7     | 8     | 9     | 10    | 11    | 12    | 13    | 14    | 15     | 16    | 17    | Totaal  | Gemiddeld |
| ---------- | ----- | ----- | ----- | ----- | ----- | ----- | ----- | ----- | ----- | ----- | ----- | ----- | ----- | ----- | ------ | ----- | ----- | ------- | --------- |
| Thuis      | -     | 4.754 | 6.080 | -     | -     | 5.857 | -     | -     | 8.017 | -     | 6.073 | -     | 5.870 | -     | 10.000 | 6.877 | -     | 53.528  | 6.691     |
| Uit        | 3.100 | -     | -     | 1.750 | 1.600 | -     | 3.116 | 4.339 | -     | 2.509 | -     | 2.380 | -     | 6.139 | -      | -     | 3.942 | 28.875  | 3.208     |
| Speelronde | 18    | 19    | 20    | 21    | 22    | 23    | 24    | 25    | 26    | 27    | 28    | 29    | 30    | 31    | 32     | 33    | 34    | Totaal  | Gemiddeld |
| Thuis      | 8.670 | -     | 6.740 | -     | -     | 9.170 | -     | 8.450 | -     | 8.640 | 9.112 | -     | 9.100 | -     | 10.000 | 9.703 | -     | 79.585  | 8.843     |
| Uit        | -     | 4.199 | -     | 3.465 | 2.511 | -     | 4.222 | -     | 1.873 | -     | -     | 2.463 | -     | 7.610 | -      | -     | 7.947 | 34.290  | 4.286     |
|            |       |       |       |       |       |       |       |       |       |       |       |       |       |       |        |       |       | 195.661 | 5.755     |

## Mutaties

### Zomer

#### Aangetrokken
| Nr. | Nat. | Naam              | Van               | Type     | Contract   | Transfersom | Bijzonderheid             |
| --- | ---- | ----------------- | ----------------- | -------- | ---------- | ----------- | ------------------------- |
| -   | NL   | Sjoerd Ars        | RBC Roosendaal    | Transfer | 30-06-2012 | ± €10.000   | -                         |
| -   | NL   | Joey van den Berg | MVV Alcides (ama) | -        | 30-06-2011 | n.v.t.      | -                         |
| -   | NL   | Wahe Davtyan      | Jeugd             | -        | -          | n.v.t.      | -                         |
| -   | NL   | Jesper Drost      | Jeugd             | -        | 30-06-2012 | n.v.t.      | -                         |
| -   | NL   | Pepijn Kluin      | FC Groningen      | -        | 30-06-2012 | n.v.t.      | -                         |
| -   | NL   | Frank Olijve      | FC Groningen      | -        | 30-06-2012 | n.v.t.      | -                         |
| -   | NL   | Rick Oosterwechel | Jeugd             | -        | -          | n.v.t.      | -                         |
| -   | NL   | Joran Pot         | RBC Roosendaal    | -        | Amateur    | n.v.t.      | -                         |
| -   | NL   | Arne Slot         | Sparta Rotterdam  | -        | 30-06-2012 | n.v.t.      | Was vorig jaar al gehuurd |
| -   | NL   | Jarno van der Wal | Jeugd             | -        | -          | n.v.t.      | -                         |
| -   | NL   | Leon ter Wielen   | BV Veendam        | -        | 30-06-2012 | n.v.t.      | -                         |
| -   | NL   | Yanic Wildschut   | Ajax              | -        | 30-06-2012 | n.v.t.      | -                         |

#### Afgetest
| Nat. | Naam                  | Van              | Bijzonderheid |
| ---- | --------------------- | ---------------- | ------------- |
| BR   | Diego Zilio           | Maritimo Funchal | Afgetest      |
| BR   | Weller Wilson Pereira | Preußen Münster  | Afgetest      |

#### Vertrokken
| Nr. | Nat. | Naam                 | Naar                | Type               | Transfersom | Wed. | Dlpt. |
| --- | ---- | -------------------- | ------------------- | ------------------ | ----------- | ---- | ----- |
| -   | NL   | Jeffrey van den Berg | SV Spakenburg (ama) | -                  | n.v.t.      | 6    | 0     |
| -   | SK   | Zdenko Kaprálik      | SC Cambuur          | -                  | n.v.t.      | 44   | 0     |
| -   | NL   | Cees Keizer          | FC Oss (ama)        | -                  | n.v.t.      | 33   | 0     |
| -   | NL   | Dolf Kerklaan        | ASWH (ama)          | -                  | n.v.t.      | 4    | 0     |
| -   | NL   | Ruud Kras            | Sparta Rotterdam    | Op huurbasis       | n.v.t.      | 54   | 3     |
| -   | NL   | Cecilio Lopes        | sc Heerenveen       | Einde huurcontract | n.v.t.      | 27   | 8     |
| -   | NL   | René Oosterhof       | sc Heerenveen       | -                  | n.v.t.      | 2    | 0     |
| -   | NL   | Eldridge Rojer       | FC Emmen            | -                  | n.v.t.      | 37   | 12    |
| -   | NL   | Niek Vossebelt       | Willem II           | -                  | n.v.t.      | 27   | 3     |
| -   | NL   | Erik Wisse           | ASWH (ama)          | -                  | n.v.t.      | 0    | 0     |

#### Statistieken transfers zomer
| Gekochte spelers | Verkochte spelers | Gehuurde spelers | Verhuurde spelers | Spelers terug van verhuurperiode | Spelers einde van huurperiode | Transfervrij aangetrokken spelers | Transfervrij vertrokken spelers | Doorgestroomde jeugdspelers |
| ---------------- | ----------------- | ---------------- | ----------------- | -------------------------------- | ----------------------------- | --------------------------------- | ------------------------------- | --------------------------- |
| 1                | 0                 | 0                | 1                 | 0                                | 1                             | 7                                 | 9                               | 3                           |

### Winter

#### Aangetrokken
| Nr. | Nat. | Naam          | Van        | Type         | Contract | Transfersom | Bijzonderheid                  |
| --- | ---- | ------------- | ---------- | ------------ | -------- | ----------- | ------------------------------ |
| -   | NL   | Rudy Jansen   | SC Cambuur | 30-06-2011   | -        | n.v.t.      | Geruild met Dennis van der Wal |
| -   | NL   | Jeroen Drost  | Vitesse    | Op huurbasis | -        | n.v.t.      | -                              |
| -   | NL   | Nassir Maachi | SC Cambuur | Op huurbasis | -        | n.v.t.      | -                              |

#### Vertrokken
| Nr. | Nat. | Naam               | Naar       | Type     | Transfersom | Wed. | Dlpt. | Bijzonderheid             |
| --- | ---- | ------------------ | ---------- | -------- | ----------- | ---- | ----- | ------------------------- |
| -   | NL   | Dennis van der Wal | SC Cambuur | Ruil     | n.v.t.      | 113  | 2     | Geruild tegen Rudy Jansen |
| -   | NL   | Etiënne Reijnen    | AZ         | Transfer | ± €100.000  | 144  | 9     |                           |

#### Statistieken transfers winter
| Gekochte spelers | Verkochte spelers | Gehuurde spelers | Verhuurde spelers | Spelers terug van verhuurperiode | Spelers einde van huurperiode | Transfervrij aangetrokken spelers | Transfervrij vertrokken spelers | Doorgestroomde jeugdspelers |
| ---------------- | ----------------- | ---------------- | ----------------- | -------------------------------- | ----------------------------- | --------------------------------- | ------------------------------- | --------------------------- |
| 0                | 1                 | 2                | 0                 | 0                                | 0                             | 1                                 | 1                               | 0                           |

## Voetnoten
AGOVV Apeldoorn ·
Almere City FC ·
SC Cambuur ·
FC Den Bosch ·
FC Dordrecht ·
FC Eindhoven ·
FC Emmen ·
Fortuna Sittard ·
Go Ahead Eagles ·
Helmond Sport ·
MVV Maastricht ·
RBC Roosendaal ·
RKC Waalwijk ·
Sparta Rotterdam ·
Telstar ·
BV Veendam ·
FC Volendam ·
FC Zwolle